# Papanteles
Papanteles – rodzaj błonkówek z rodziny męczelkowatych. Gatunkiem typowym jest Papanteles peckorum.

## Zasięg występowania
Rodzaj znany z krainy neotropikalnej.

## Biologia i ekologia
Żywicielami są motyle z rodziny wachlarzykowatych.

## Gatunki
Do rodzaju zaliczane są 2 opisane gatunki:
- Papanteles peckorum Mason, 1981
- Papanteles virbius (Nixon, 1965)